# Баттоклетти, Надя
Надя Баттоклетти (итал. Nadia Battocletti, род. 12 апреля 2000 года) — итальянская легкоатлетка, которая специализируется в беге на длинные дистанции. Двукратная чемпионка Европы 2024 года, призёр Европейских игр 2023 года. Участница летних Олимпийских игр 2020 года.

## Карьера
На Европейском чемпионате среди молодёжи в 2021 году в Таллине, на дистанции 5000 метров стала чемпионкой с результатом 15:37,4.
Летом 2021 году приняла участие в летних Олимпийских играх, которые состоялись в Токио. На дистанции 5000 метров с результатом 14:46,29 заняла итоговое седьмое место.
В 2022 году дебютировала на взрослом чемпионате Европы, который прошёл в Мюнхене. На дистанции 5000 метров стала седьмой.
В 2023 году на Европейских играх в Кракове на дистанции 5000 метров стала серебряным призёром. Через несколько месяцев дебютировала на взрослом чемпионате мира в Будапеште, где была 16-й.
В июне 2024 года на чемпионате Европы по лёгкой атлетике в Риме завоевала золото на дистанции 5000 метров с рекордом чемпионатов 14:35.29. На 10000 м ей также не было равных.